# Petriano
Petriano – miejscowość i gmina we Włoszech, w regionie Marche, w prowincji Pesaro i Urbino.

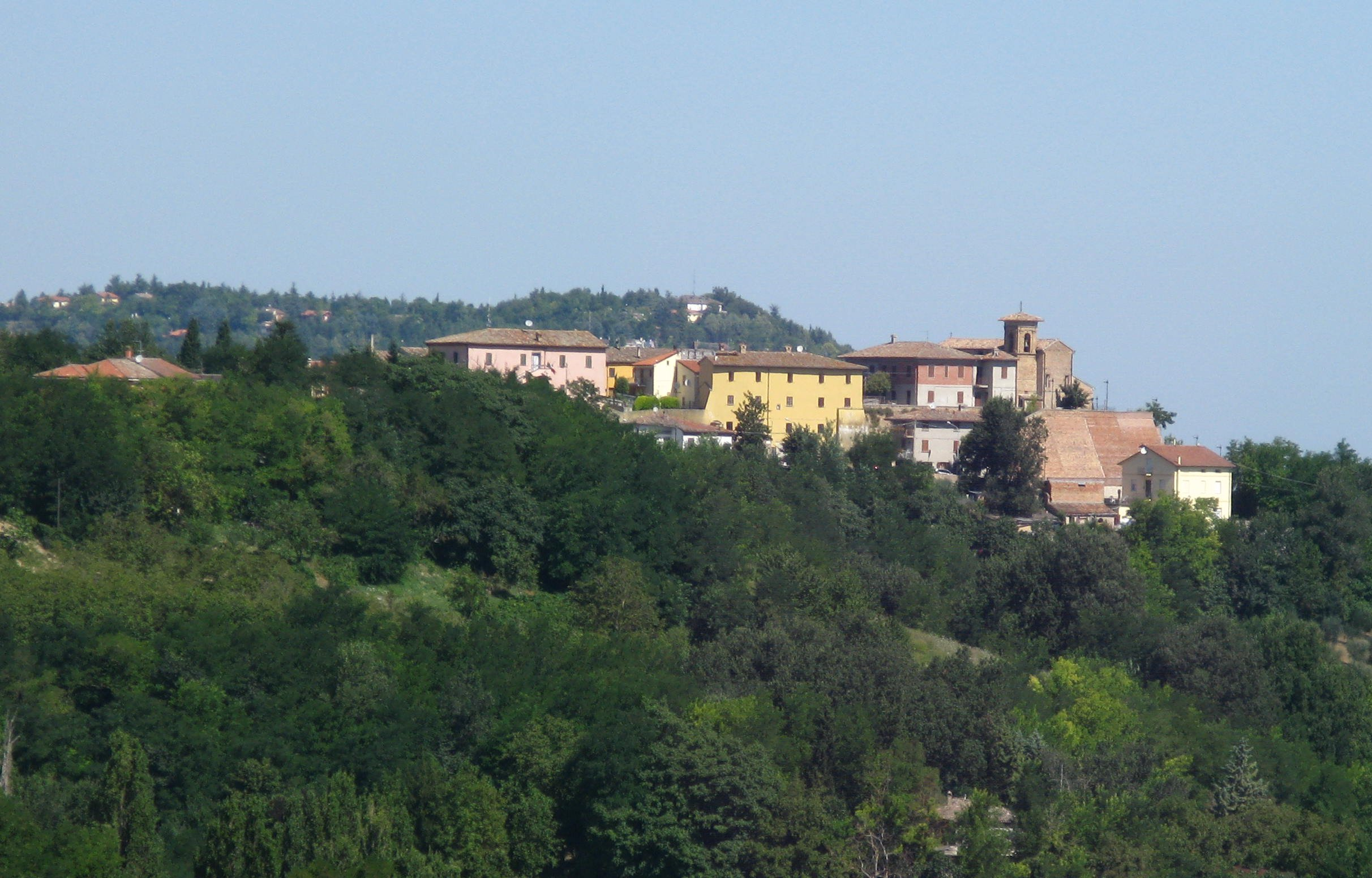
Petriano

Według danych na rok 2004 gminę zamieszkiwało 2448 osób, 222,5 os./km².